# Richard Curtis
Richard Whalley Anthony Curtis (Wellington, 8 de noviembre de 1956) es un director y guionista de cine y televisión británico, conocido por las películas Notting Hill y Love Actually.

## Biografía
Curtis nació el 8 de noviembre de 1956 en Nueva Zelanda. Conocido por películas como Cuatro bodas y un funeral y Notting Hill, así como programas de éxito en la televisión británica como Blackadder, Mr. Bean, etc, debutó como director con Love Actually, protagonizada entre otros por Hugh Grant. Es uno de los personajes con más nominaciones y premios por sus guiones en comedias británicas.
Su última película como director, About Time se estrenó en 2013.
Escribió el guion de la película War Horse, de Steven Spielberg.
Está casado con la locutora británica Emma Freud, quien es bisnieta de Sigmund Freud.

## Filmografía
Una muestra de los trabajos más destacados de Richard Curtis para la gran y pequeña pantalla:
- Genie (2023) Productor, Guionista
- We Are Still Here (2022) Director, Guionista
- The Loud House: la película (2021) Productor
- Yesterday (2019) Productor, Guionista
- About Time (2013) Director, Guionista
- War Horse (2011) Guionista
- The Boat That Rocked (2009) Director, Guionista, Productor, Productor ejecutivo
- Las vacaciones de Mr. Bean (2007) Guionista
- Bridget Jones: The Edge of Reason (2004) Guionista
- Love Actually (2003) Director, Guionista
- El diario de Bridget Jones (2001) Guionista
- Notting Hill (1998) Guionista
- Bean (1997) Guionista
- Cuatro bodas y un funeral (1994) Guionista
- The Tall Guy (1989) Guionista

Y para televisión:
- Mr. Bean (1990-1995) Cocreador, Guionista
- El vicario de Dibley (1994-2007), Guionista
- La víbora negra (1982-1988) Cocreador, Guionista
- Doctor Who (episodio "Vincent y el Doctor") (2010), Guionista

## Premios y distinciones
Premios Óscar
| Año  | Categoría                        | Película                         | Resultado |
| ---- | -------------------------------- | -------------------------------- | --------- |
| 1995 | Mejor guion original             | Cuatro bodas y un funeral        | Nominado  |
| 2024 | Premio Humanitario Jean Hersholt | Premio Humanitario Jean Hersholt | Ganador   |

Festival Internacional de Cine de San Sebastián
| Año  | Categoría                                  | Película               | Resultado |
| ---- | ------------------------------------------ | ---------------------- | --------- |
| 2013 | Premio del público- Mejor película europea | Una cuestión de tiempo | Ganador   |